# لانس ديفيس
لانس ديفيس (بالإنجليزية: Lance Davis)‏ هو لاعب كرة قاعدة أمريكي، ولد في 1 سبتمبر 1976 في وينتر هافن في الولايات المتحدة.

## وصلات خارجية
- لانس ديفيس على موقعبيزبول رفرنس.كوم (الدوري الرئيسي) (الإنجليزية)
- لانس ديفيس على موقعبيزبول رفرنس.كوم (الدوري الثانوي) (الإنجليزية)